# Khuldabad
Khuldabad là một thành phố và là nơi đặt hội đồng đô thị (municipal council) của quận Aurangabad thuộc bang Maharashtra, Ấn Độ.

## Địa lý
Khuldabad có vị trí 20°03′B 75°11′Đ / 20,05°B 75,18°Đ Nó có độ cao trung bình là 857 mét (2811 feet).

## Nhân khẩu
Theo điều tra dân số năm 2001 của Ấn Độ, Khuldabad có dân số 12.794 người. Phái nam chiếm 52% tổng số dân và phái nữ chiếm 48%. Khuldabad có tỷ lệ 64% biết đọc biết viết, cao hơn tỷ lệ trung bình toàn quốc là 59,5%: tỷ lệ cho phái nam là 72%, và tỷ lệ cho phái nữ là 56%. Tại Khuldabad, 16% dân số nhỏ hơn 6 tuổi.